# 쿠르스크 원자력 발전소

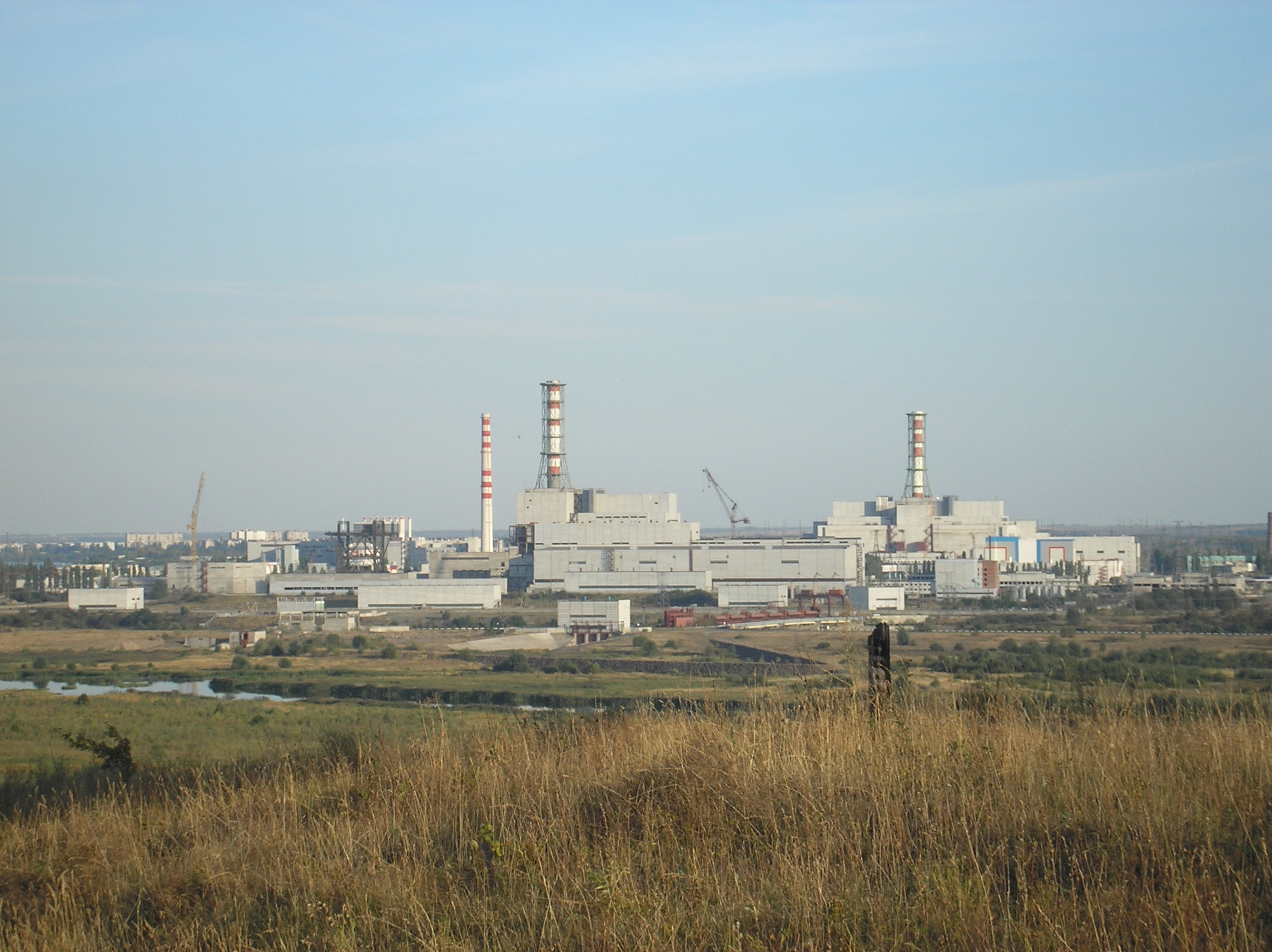

쿠르스크 원자력 발전소(Курская АЭС, Kursk Nuclear Power Plant)는 러시아 3대 원자력 발전소(NPP) 중 하나이자 러시아 4대 전력 생산업체 중 하나이다. 이곳은 쿠르스크시에서 서쪽으로 약 40km 떨어진 세임강 유역에 위치해 있으며, 러시아 서부의 르고브시와 중간에 위치해 있다. 인근 도시인 쿠르차토프는 공장 건설이 시작되면서 설립되었다. 이 발전소는 쿠르스크주(Kursk Oblast) 및 기타 19개 지역의 전력망에 전력을 공급한다. 2024년 기준 이 부지에는 2개의 활성 원자로와 2개의 폐기된 구형 원자로가 있다. 또한 건설이 중단된 부분적으로 건설된 쿠르스크 5호 및 쿠르스크 6호를 수용하고 있으며 두 개의 새로운 VVER 설계(쿠르스크 II-1 및 쿠르스크 II-2)가 건설 중이다.
국제 원자력 기구(IAEA) 사무총장 라파엘 그로시(Rafael Grossi)는 2024년 8월 원전 근처에서 "상당한 군사 활동"이 보고된 후 쿠르스크주 급습 당시 원전에서 사고를 피하기 위해 러시아와 우크라이나 모두에게 "최대한의 자제"를 행사할 것을 촉구했다.